# Maynal
Maynal est une commune française située dans le département du Jura, dans la région culturelle et historique de Franche-Comté et la région administrative Bourgogne-Franche-Comté.

## Géographie

### Localisation
Maynal fait partie du Revermont, mais le nord-ouest de la commune déborde sur la Bresse.
Le territoire de la commune est limitrophe de ceux de quatre communes :
| Flacey-en-Bresse (Saône-et-Loire) |        | Beaufort |
|                                   | Maynal |          |
| Augea                             |        | Cuisia   |

### Climat
Pour des articles plus généraux, voir Climat de la Bourgogne-Franche-Comté et Climat du département du Jura.
En 2010, le climat de la commune est de type climat de montagne, selon une étude du Centre national de la recherche scientifique s'appuyant sur une série de données couvrant la période 1971-2000. En 2020, Météo-France publie une typologie des climats de la France métropolitaine dans laquelle la commune est exposée à un climat semi-continental et est dans une zone de transition entre les régions climatiques « Bourgogne, vallée de la Saône » et « Jura ». 
Pour la période 1971-2000, la température annuelle moyenne est de 10,8 °C, avec une amplitude thermique annuelle de 17,4 °C. Le cumul annuel moyen de précipitations est de 1 235 mm, avec 12,7 jours de précipitations en janvier et 8,7 jours en juillet. Pour la période 1991-2020, la température moyenne annuelle observée sur la station météorologique de Météo-France la plus proche, « Pimorin », sur la commune de Pimorin à 9 km à vol d'oiseau, est de 10,0 °C et le cumul annuel moyen de précipitations est de 1 517,6 mm. 
La température maximale relevée sur cette station est de 39 °C, atteinte le 12 août 2003 ; la température minimale est de −26,5 °C, atteinte le 20 décembre 2009,,. 
Les paramètres climatiques de la commune ont été estimés pour le milieu du siècle (2041-2070) selon différents scénarios d'émission de gaz à effet de serre à partir des nouvelles projections climatiques de référence DRIAS-2020. Ils sont consultables sur un site dédié publié par Météo-France en novembre 2022.

## Urbanisme

### Typologie
Au 1er janvier 2024, Maynal est catégorisée commune rurale à habitat dispersé, selon la nouvelle grille communale de densité à sept niveaux définie par l'Insee en 2022.
Elle est située hors unité urbaine. Par ailleurs la commune fait partie de l'aire d'attraction de Lons-le-Saunier, dont elle est une commune de la couronne,. Cette aire, qui regroupe 139 communes, est catégorisée dans les aires de 50 000 à moins de 200 000 habitants,.

### Occupation des sols
L'occupation des sols de la commune, telle qu'elle ressort de la base de données européenne d’occupation biophysique des sols Corine Land Cover (CLC), est marquée par l'importance des territoires agricoles (71,3 % en 2018), une proportion sensiblement équivalente à celle de 1990 (71,4 %). La répartition détaillée en 2018 est la suivante : 
terres arables (38,7 %), forêts (25,5 %), prairies (21,9 %), zones agricoles hétérogènes (10,8 %), zones urbanisées (3,2 %). L'évolution de l’occupation des sols de la commune et de ses infrastructures peut être observée sur les différentes représentations cartographiques du territoire : la carte de Cassini (XVIIIe siècle), la carte d'état-major (1820-1866) et les cartes ou photos aériennes de l'IGN pour la période actuelle (1950 à aujourd'hui).

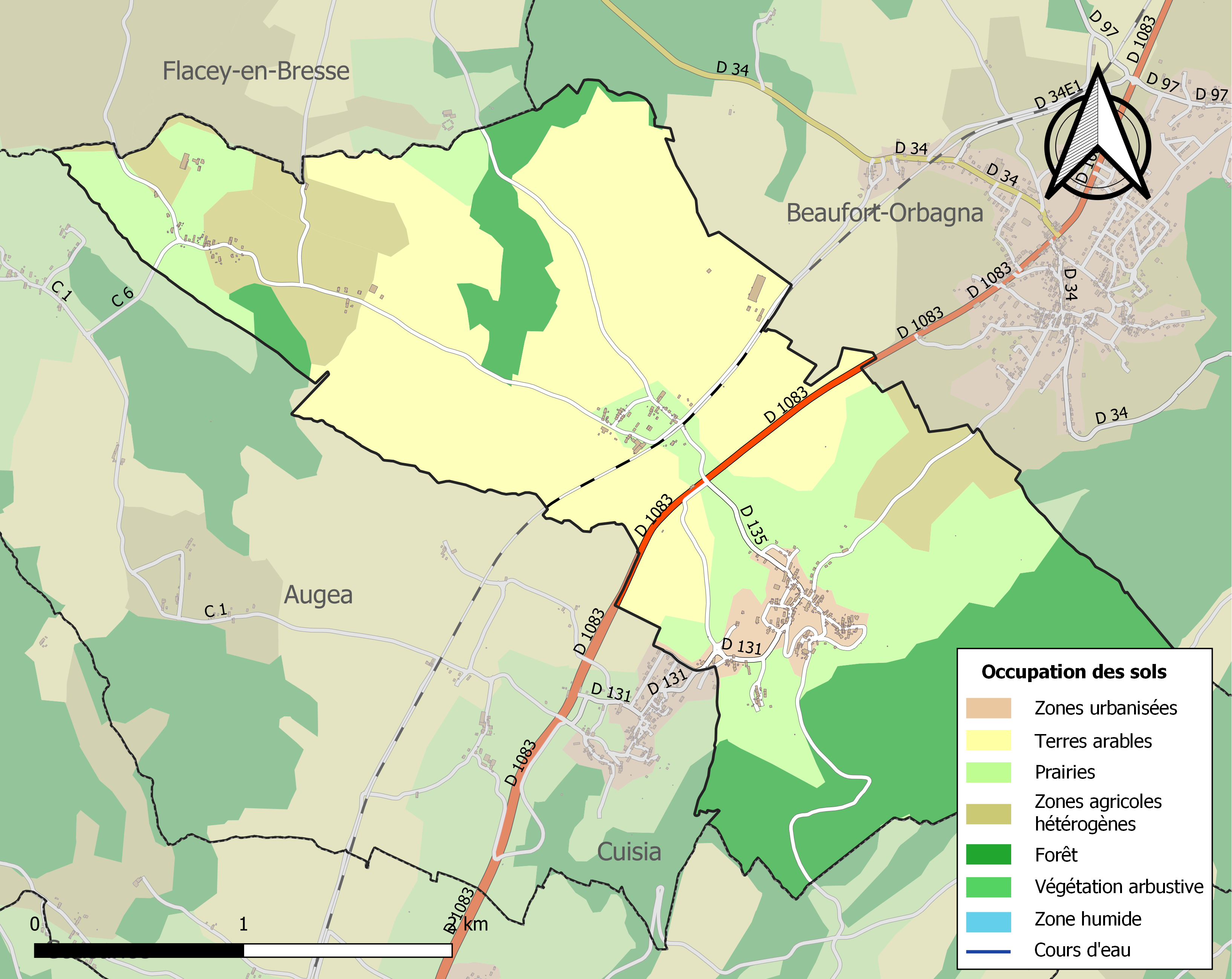
Carte des infrastructures et de l'occupation des sols de la commune en 2018 (CLC).

## Histoire
(juin 2010).
Si vous disposez d'ouvrages ou d'articles de référence ou si vous connaissez des sites web de qualité traitant du thème abordé ici, merci de compléter l'article en donnant les références utiles à sa vérifiabilité et en les liant à la section « Notes et références ».
Maynal, autrefois appelé successivement au cours de l'histoire Metenacum, Manay, Meynal, Ménal, Mainay, Mesnay, et dans le patois du pays, Moinnau.
Maynal s'élevait primitivement dans le lieu appelé aux Besaces. Le sol est jonché en cet endroit de tuileaux à rebords et d'autres débris de constructions romaines. Les dénominations de champs de la Vaivre, des Perroux, ont dû tirer leur origine du voisinage de ce chemin. Dans une assez grande étendue de terrain, appelée sur les Rochettes, en Tassenière ou Teyssonnière, on a trouvé en 1844 plusieurs tombeaux en maçonnerie couvert de laves. L'un d'eux renfermait le squelette d'une femme et d'un enfant ; dans l'autre, il y avait trois corps. Presque tous contenaient des armes et des boucles de ceinturons. Sur plusieurs agrafes, on remarquait des croix, ce qui indique que ces sépultures sont postérieures à l'introduction du christianisme. D'après la plus grande des sépultures, on peut penser que cet ancien cimetière remonte à l'époque des Burgondes et qu'il date du Ve ou du VIe siècle.
Maynal était déjà le centre d’une grande paroisse au XIe siècle. Par une bulle datée du 13 des calendes de décembre, 1re année de son pontificat (1049), le pape Léon IX confirma à Hugues de Salins, archevêque de Besançon, la possession d'un domaine à Maynal, avec toutes ses dépendances en vignes, champs, bois, serfs de l'un et de l'autre sexe, et celle de l'église, dans laquelle reposaient les reliques de saint Clod, avec les dîmes qui y étaient attachées. Ce domaine était alors au pouvoir de deux usurpateurs, Geoffroy et Leutalde qui, pour cet injuste détention avaient été, ainsi que leurs complices, excommuniés par le pape et le concile de Reims (tenu en la même année. Pour faire cesser leurs méfaits, le souverain pontife avait été obligé de les frapper d'anathème.
Le saint Clod dont parle la bulle de Léon IX était l'un des cinq sculpteurs qui travaillaient au degré de la perfection, en évoquant le nom de Jésus Christ, et qui, ayant refusé de faire des statues pour les divinités païennes, furent martyrisés en l'an 302, sous Dioclétien. Leurs corps furent retirés du Tibre où ils avaient été jetés et leurs reliques, déposées à Rome, sous l'autel de l'église des Quatre-Couronnés. Ils ont ensuite été apportés à Toulouse dans celle de Saint-Saturnin.
Suivant la tradition, la châsse qui renfermait les reliques de saint Clod aurait été trouvée dans ce village, au lieu appelé le pré de Saint-Cloud. Tout ce qu'on peut dire de certain, c'est que ce dépôt existait déjà en 1049, dans l'église de Maynal, dédiée auparavant, suivant Dunot, à saint Denis.
Comme beaucoup de villages du département, Maynal étaient divisé en deux seigneuries principales, dites l'une la partie de Rosay et l'autre, la partie de Chevreau ; la première relevait du château de Saint-Laurent-La-Roche.
La seigneurie en la partie de Rosay constituait dans une tour et maison forte, et dans la justice haute, moyenne et basse sur les hommes et le territoire qui en dépendait, à Maynal, le Sorbief et Sellières. Les criminels condamnés à mort étaient les seuls qui devaient être livrés, pour l'exécution, aux officiers de justice de Saint-Laurent-La-Roche. Le château de Maynal en la partie de Rosay, était situé au nord-est du village, sur une petite éminence qu’entourait des fossés, sur lesquels était jeté un pont-levis. Le château se composait d'un donjon (ou tour carrée) ayant 10 mètres de côté (12 m sur 18 en réalité) et percé de meurtrières. La maison forte, isolée du donjon, était flanquée d'une autre tour ronde. Un bâtiment de fermier, un pressoir et un four pour l'usage des habitants formaient les dépendances du château. Toutes ces constructions ont été incendiées une première fois par les français en octobre 1637 (rappelons qu'à cette époque, la Franche-Comté était une province espagnole et quelle était en guerre avec la France d'où son nom de « franche » étant donné que le royaume d'Espagne ne s'occupait pas beaucoup de ce territoire). 
L'ensemble fut démantelé, comme la plupart des fortifications de cette région après le rattachement de la Franche-Comté au royaume de France à la suite du Traité de Nimègue (1680) et sur ordre de Louis XIV. Il ne reste plus à ce jour que la petite tour (en excellent état) dont le troisième étage a servi un temps de pigeonnier et les ruines du donjon. Un manoir a été construit par la suite au pied des anciennes fortifications et terminé en 1757.

## Politique et administration

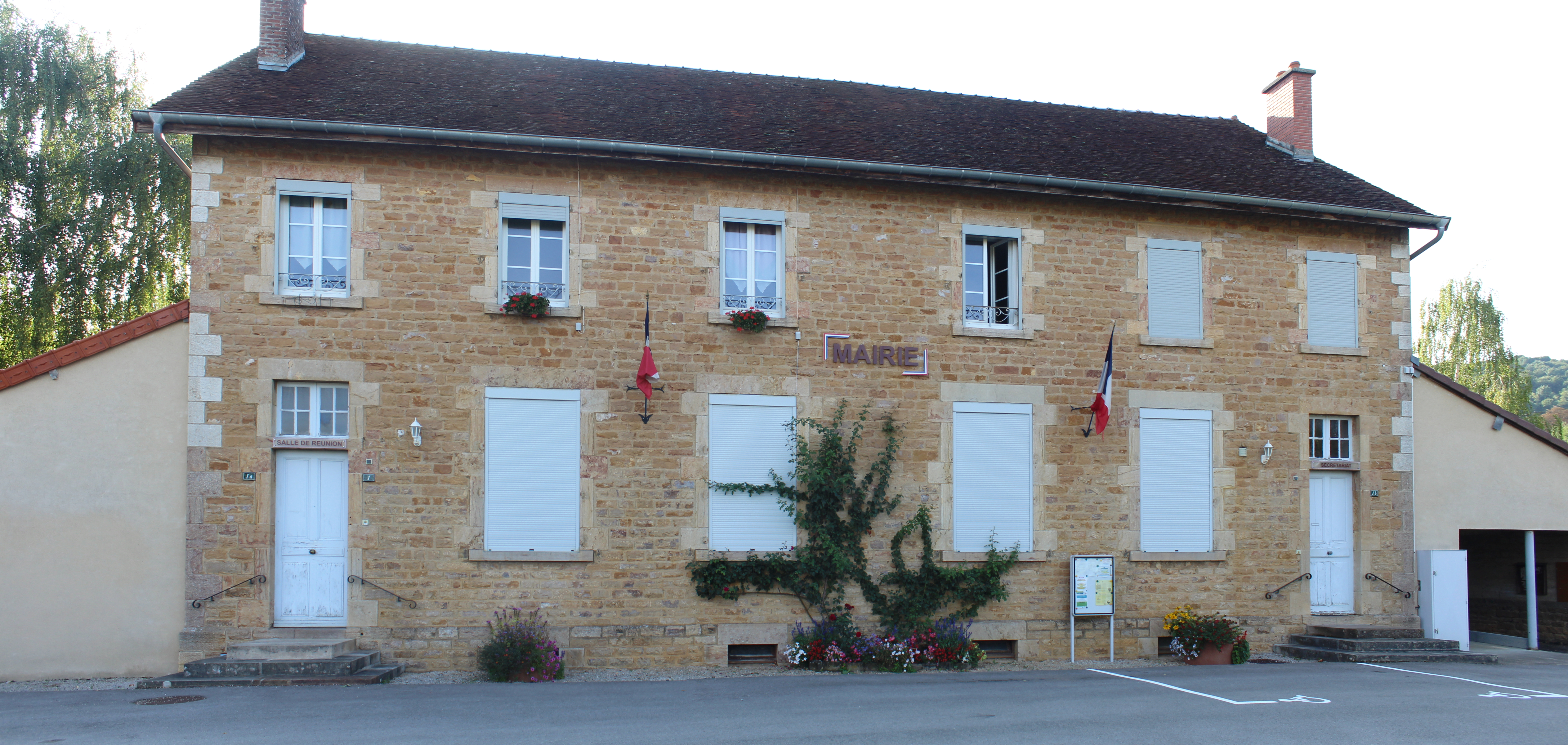
Mairie.

| Période   | Période  | Identité         | Étiquette  | Qualité                                                                             |
| --------- | -------- | ---------------- | ---------- | ----------------------------------------------------------------------------------- |
| mars 2001 | En cours | Christian Buchot | RPR-UMP-LR | Artisan Président de la Communauté de Communes Conseiller départemental depuis 2021 |

## Population et société

### Démographie
L'évolution du nombre d'habitants est connue à travers les recensements de la population effectués dans la commune depuis 1793. Pour les communes de moins de 10 000 habitants, une enquête de recensement portant sur toute la population est réalisée tous les cinq ans, les populations de référence des années intermédiaires étant quant à elles estimées par interpolation ou extrapolation. Pour la commune, le premier recensement exhaustif entrant dans le cadre du nouveau dispositif a été réalisé en 2008.

En 2022, la commune comptait 328 habitants, en évolution de −4,09 % par rapport à 2016 (Jura : −0,81 %, France hors Mayotte : +2,11 %).
| 1793 | 1800 | 1806 | 1821 | 1831 | 1836 | 1841 | 1846 | 1851 |
| ---- | ---- | ---- | ---- | ---- | ---- | ---- | ---- | ---- |
| 664  | 722  | 698  | 619  | 703  | 751  | 735  | 740  | 698  |

| 1856 | 1861 | 1866 | 1872 | 1876 | 1881 | 1886 | 1891 | 1896 |
| ---- | ---- | ---- | ---- | ---- | ---- | ---- | ---- | ---- |
| 679  | 698  | 702  | 700  | 714  | 700  | 715  | 623  | 596  |

| 1901 | 1906 | 1911 | 1921 | 1926 | 1931 | 1936 | 1946 | 1954 |
| ---- | ---- | ---- | ---- | ---- | ---- | ---- | ---- | ---- |
| 594  | 598  | 587  | 560  | 527  | 457  | 415  | 386  | 392  |

| 1962 | 1968 | 1975 | 1982 | 1990 | 1999 | 2006 | 2008 | 2013 |
| ---- | ---- | ---- | ---- | ---- | ---- | ---- | ---- | ---- |
| 361  | 362  | 356  | 328  | 312  | 280  | 288  | 290  | 348  |

| 2018 | 2022 | - | - | - | - | - | - | - |
| ---- | ---- | - | - | - | - | - | - | - |
| 334  | 328  | - | - | - | - | - | - | - |

## Culture locale et patrimoine

### Lieux et monuments

#### Voies
| 42 odonymes recensés à Maynal au 17 novembre 2013             | 42 odonymes recensés à Maynal au 17 novembre 2013 | 42 odonymes recensés à Maynal au 17 novembre 2013 | 42 odonymes recensés à Maynal au 17 novembre 2013 | 42 odonymes recensés à Maynal au 17 novembre 2013 | 42 odonymes recensés à Maynal au 17 novembre 2013 | 42 odonymes recensés à Maynal au 17 novembre 2013 | 42 odonymes recensés à Maynal au 17 novembre 2013 | 42 odonymes recensés à Maynal au 17 novembre 2013 | 42 odonymes recensés à Maynal au 17 novembre 2013 | 42 odonymes recensés à Maynal au 17 novembre 2013 | 42 odonymes recensés à Maynal au 17 novembre 2013 | 42 odonymes recensés à Maynal au 17 novembre 2013 | 42 odonymes recensés à Maynal au 17 novembre 2013 | 42 odonymes recensés à Maynal au 17 novembre 2013 | 42 odonymes recensés à Maynal au 17 novembre 2013 |
| Allée                                                         | Avenue                                            | Bld                                               | Chemin                                            | Cours                                             | Impasse                                           | Montée                                            | Passage                                           | Place                                             | Quai                                              | Rd-point                                          | Route                                             | Rue                                               | Ruelle                                            | Autres                                            | Total                                             |
| ------------------------------------------------------------- | ------------------------------------------------- | ------------------------------------------------- | ------------------------------------------------- | ------------------------------------------------- | ------------------------------------------------- | ------------------------------------------------- | ------------------------------------------------- | ------------------------------------------------- | ------------------------------------------------- | ------------------------------------------------- | ------------------------------------------------- | ------------------------------------------------- | ------------------------------------------------- | ------------------------------------------------- | ------------------------------------------------- |
| 0                                                             | 0                                                 | 0                                                 | 4                                                 | 0                                                 | 5                                                 | 1                                                 | 0                                                 | 2                                                 | 0                                                 | 0                                                 | 9                                                 | 10                                                | 0                                                 | 11                                                | 42                                                |
| Notes « N »                                                   |                                                   |                                                   |                                                   |                                                   |                                                   |                                                   |                                                   |                                                   |                                                   |                                                   |                                                   |                                                   |                                                   |                                                   |                                                   |
| Sources : rue-ville.info & OpenStreetMap & FNACA-GAJE du Jura |                                                   |                                                   |                                                   |                                                   |                                                   |                                                   |                                                   |                                                   |                                                   |                                                   |                                                   |                                                   |                                                   |                                                   |                                                   |

### Personnalités liées à la commune
- Jacques Joseph Oudet (1773-1809), colonel du 17e régiment d'infanterie de ligne Baron d’Empire né à Maynal
- Alphonse Humbert, maire de Maynal entre les deux guerres mondiales et hybrideur[17]. Il a créé en 1912 et sélectionné le Humbert-Chapon n°3, vigne hybride (gaillard 157 x Gaillard 2). Chapon est le nom de son gendre. Cette vigne a été un peu plantée dans le Jura, l'Ain et le Rhône[18].